# Binic-Étables-sur-Mer
Binic-Étables-sur-Mer község Franciaország Bretagne régiójában, Côtes-d’Armor megyében. Új községként 2016. március 1-jén jött létre két korábbi község: Binic és Étables-sur-Mer egyesítésével. Lakosainak száma 7020 fő (2022. január 1.).

## Népesség
| Lakosok száma | 7068 | 7006 | 6934 | 6862 | 6881 | 7020 |
|               | 2017 | 2018 | 2019 | 2020 | 2021 | 2022 |